# Ostoros
Ostoros è un comune dell'Ungheria di 2.406 abitanti (dati 2001). È situato nella contea di Heves.